# Coppa del mondo di ciclocross 1994-1995
La Coppa del mondo di ciclocross 1994-1995, seconda edizione della competizione, si svolse tra il 16 ottobre 1994 ed il 15 gennaio 1995. Daniele Pontoni vinse il titolo.

## Uomini élite

### Risultati
| # | Data        | Città            | Evento                          | Vincitore           | Leader della Cl. mondiale |
| - | ----------- | ---------------- | ------------------------------- | ------------------- | ------------------------- |
| 1 | 16 ottobre  | Wangen           | Cyclo-Cross Wangen              | Dominique Arnould   | Dominique Arnould         |
| 2 | 13 novembre | Corva            | Ciclocross di Corva             | Daniele Pontoni     | Dominique Arnould         |
| 3 | 11 dicembre | Igorre           | Ziklokross Igorre               | Daniele Pontoni     | Daniele Pontoni           |
| 4 | 28 dicembre | Loenhout         | Azencross                       | Radomír Šimůnek sr. | Daniele Pontoni           |
| 5 | 15 gennaio  | Sablé-sur-Sarthe | Cyclo-Cross de Sablé-sur-Sarthe | Dominique Arnould   | Daniele Pontoni           |

### Classifica generale
| Pos. | Corridore           | Punti |
| ---- | ------------------- | ----- |
| 1    | Daniele Pontoni     | 66    |
| 2    | Dominique Arnould   | 54    |
| 3    | Radomír Šimůnek sr. | 51    |
| 4    | Adrie van der Poel  | 48    |
| 5    | Jérôme Chiotti      | 40    |
| 6    | Emmanuel Magnien    | 37    |
| 7    | Danny De Bie        | 34    |
| 8    | Richard Groenendaal | 32    |
| 9    | Paul Herijgers      | 28    |
| 10   | Beat Wabel          | 24    |